# Sun scioccu... ma miga abelinòu!
Sun scioccu... ma miga abelinòu! è un album del gruppo I Trilli pubblicato nel 1994 dalla Duck Record. L'album è interpretato dal solo Giuseppe Deliperi, detto Pucci.
Gli arrangiamenti sono di Sergio Barlozzi, le chitarre di Armando Corsi.

## Tracce
1. Corso Italia (Delfino, Deliperi)
2. Crêuza de mä (Fabrizio De André, Mauro Pagani)
3. Ragazze a Varazze (Delfino, Pastorino, Deliperi)
4. Accuntentase (Bruno Lauzi)
5. La casa in via del Campo (Roberto Arnaldi, Alberto Fialho Janes)
6. Porto amor (Delfino, Deliperi)
7. Ma se ghe penso (Cappello, Margutti)
8. Le bolas (Delfino, Clizio)
9. Per andare via (De Scalzi, D'Adamo)
10. La nostra favola (Les Reed, Barry Mason)